# 나는 소망한다 내게 금지된 것을
"나는 소망한다 내게 금지된 것을"은 1994년에 개봉된 대한민국의 영화로, 젠더폭력을 다룬 작품이다. 1992년에 발간된 양귀자의 동명 소설을 영화화한 것이다. 원작은 페미니즘 논쟁을 불러일으킨 작품으로, 동명 연극과 영화가 만들어지는 것으로 이어졌다.

## 줄거리
"삶이란 신이 인간에게 내린 절망의 텍스트다. 그러나 나는 이 텍스트 자체를 거부한다. 나는 텍스트 다음에 있었고 모든 인간은 텍스트 이전에 있었다. 나는 나를 건설한다. 이것이 당신들의 비굴한 굴복과 내 태도가 다른 점이며 절망의 텍스트는 그러므로 당신들의 것이다"라고 강민주는 말한다.
강민주는 27세의 심리학자이자 여성운동활동가이다. 어린 시절에 아버지가 어머니에게 폭력 행위를 저지르는 모습을 목격하였고 자신도 아버지로부터 학대를 겪은 바 있다. 이런 경험으로 인해 여성을 향한 남성의 폭력 행위에 대해 문제의식을 가지고 있다. 강민주는 대학원에서 심리학을 전공한 후 여성문제상담소에서 연구원으로 일한다. 여성문제상담소에서 여러 형태의 여성폭력(여성을 향한 남성의 폭력)을 접한 후 남성들에 대한 분노를 느끼게 되고 '상징적인 복수'를 계획한다. 강민주는 스스로를 신의 대리인이라고 생각하고 불합리한 현실을 신의 뜻에 맞게 자신이 재구조화하려고 한다.
강민주는 여성폭력은 남성중심사회에서 구조적으로 이루어지고 있고 이런 현실을 은폐하는 데 기여하는 존재가 최고 인기 남자 배우 '백승하'라고 여긴다. 이후 심복 황남기를 시켜 백승하를 자신의 아파트로 납치하게 된다. 백승하가 사라진 것이 언론을 통해 알려지자 백승하와 관련하여 온갖 소문이 난무하게 되고 언론은 그 소문들의 실체를 추적한다. 강민주의 뜻대로 언론과 대중이 반응을 보이며 백승하의 숨겨진 실체를 파헤친다. 납치된 백승하에게는 폭력이 가해진다. 백승하의 죄목은 매력적인 외모로 여성들이 성차별적 현실을 직시하지 못하도록 환상에 빠져들게 했다는 것이다. 여성들의 연대가 중요하다고 생각하는 강민주에게 백승하는 그 연대를 깨는 존재라고 생각한 것이다. 강민주는 여성폭력에 대한 반기로 남성폭력을 선택했다. 
강민주는 백승하가 보여주는 '완벽한 남성상'도 하나의 만들어진 이미지에 불과하고 백승하 또한 다른 남자들과 같은 혐오스러운 존재일 뿐이라는 것을 '납치'를 통해 증명하려고 했지만, 백승하와 젠더폭력과 관련하여 토론하며 백승하가 혐오스러운 사람이 아니라는 것을 알게 된다. 백승하는 알려진 대로 배우자로서, 부모로서, 배우로서 성실한 남성이었다. 백승하와의 교감을 통해 여성폭력을 해결하는 방법은 남성폭력이 아니라 잘못된 구조를 바로잡음으로써 휴머니즘을 실현할 때 가능하다는 결론에 도달한다. 이후 강민주는 '여성운동의 새로운 전망'이라는 심포지엄에서 수많은 기자들을 앞에 두고 자신의 연구결과를 발표한다.
강민주와 백승하는 소통을 통해 서로를 이해하게 되었다. 백승하는 강민주에게 연극을 함께 하자고 제안했다. 강민주와 백승하는 황남기를 관객으로 두고 '수업'이라는 연극을 하고, 연극의 클라이막스에서 황남기는 강민주를 총으로 쏴 죽인다. 황남기는 남성들과의 연대도 필요하다는 것으로 가치관이 변한 강민주를 이해하지 못했다. 강민주가 남성중심사회에 포섭되었다고 생각하는 황남기는 강민주를 흉칙한 남성중심사회로 보내지 않기 위해서 천국으로 보내버렸다.

## 캐스팅
- 최진실 : 강민주 역
- 임성민 : 백승하 역
- 유오성 : 황남기 역
- 김병세 : 김인수 역
- 백성현 : 백준 역
- 선우용여 : 상담소장 역
- 이종만 : 수사반장 역
- 홍석연 : 형사 역
- 이정학 : 운전수 역
- 김경애 : 상담녀 4 역
- 최두영 : 기자 5 역
- 이덕화 (특별출연)
- 김혜수 (특별출연)
- 최민수 (특별출연)
- 김금용 (특별출연)
- 정지영 (특별출연)
- 윤수진 (특별출연)

## 수상
- 1994년 제18회 황금촬영상
  - 최고인기상 - 최진실
- 1994년 제30회 백상예술대상
  - 영화부문 여자 최우수연기상 - 최진실

## 원작
- 양귀자. "나는 소망한다 내게 금지된 것을". 살림. 2001년. ISBN 9788952200600

## 기타
'나는 소망한다 내게 금지된 것을'이라는 제목은 폴 엘뤼아르의 시 '커브'에서 따온 것이다.